# Каср ал-Хадж
Каср ал-Хадж (на арабски: قصر الحاج) е голямо укрепено съоръжение за съхранение на зърно в Либия, на 130 км от столицата Триполи. Постройката има овална форма.
Ползвано е от 7 век пр.н.е до 10 век. Съдържа 114 складови помещения. Местните го наричат още Абдалах Абу Джатла (عبدالله أبوجطلة) по името на неговия предполагаем строител.
Изграждането му е било належащо за местните жители – след като приберат реколтата, нямали къде да я съхраняват от ветровете и пясъците на пустинята. Решението било да се изгради хамбар и така Каср ал-Хадж се оказва решението на проблема.